# اتکو (جورجیا)
اتکو (به انگلیسی: Atco) یک منطقهٔ مسکونی در ایالات متحده آمریکا است که در جورجیا واقع شده‌است.